# Кульвецы
Кульвецы (пол. Kulwieć) — дворянский род.
Издавна оседлые в прежнем Великом Княжестве Литовском. Из них Матвей Кульвец в 1739 году купил в Вилькийском Повете имение Креткомпье.
- Кульвец, Абрахам (1509/1510 — 1545) — деятель Реформации, педагог.
- Кульвец, Казимир (1871—1943) — председатель Польского краеведческого варшавского общества[1].

## Описание герба
Щит пересечён и полурассечён; в верхнем серебряном поле кентавр влево, стреляющий назад в змею служащую ему хвостом (герб Гипоцентавр); в нижнем красном полурассечённом золотой продольной чертой поле с правой стороны ястреб на пне (герб Гинвил) влево, а с левой лебедь на мураве вправо (герб Папарона, или Лебедь).
В навершии шлема одна дворянская корона. Герб Гинвил и Гиппоцентавр (употребляют: Кульвецы) внесен в Часть 2 Гербовника дворянских родов Царства Польского, стр. 44.